# Paul Bildt

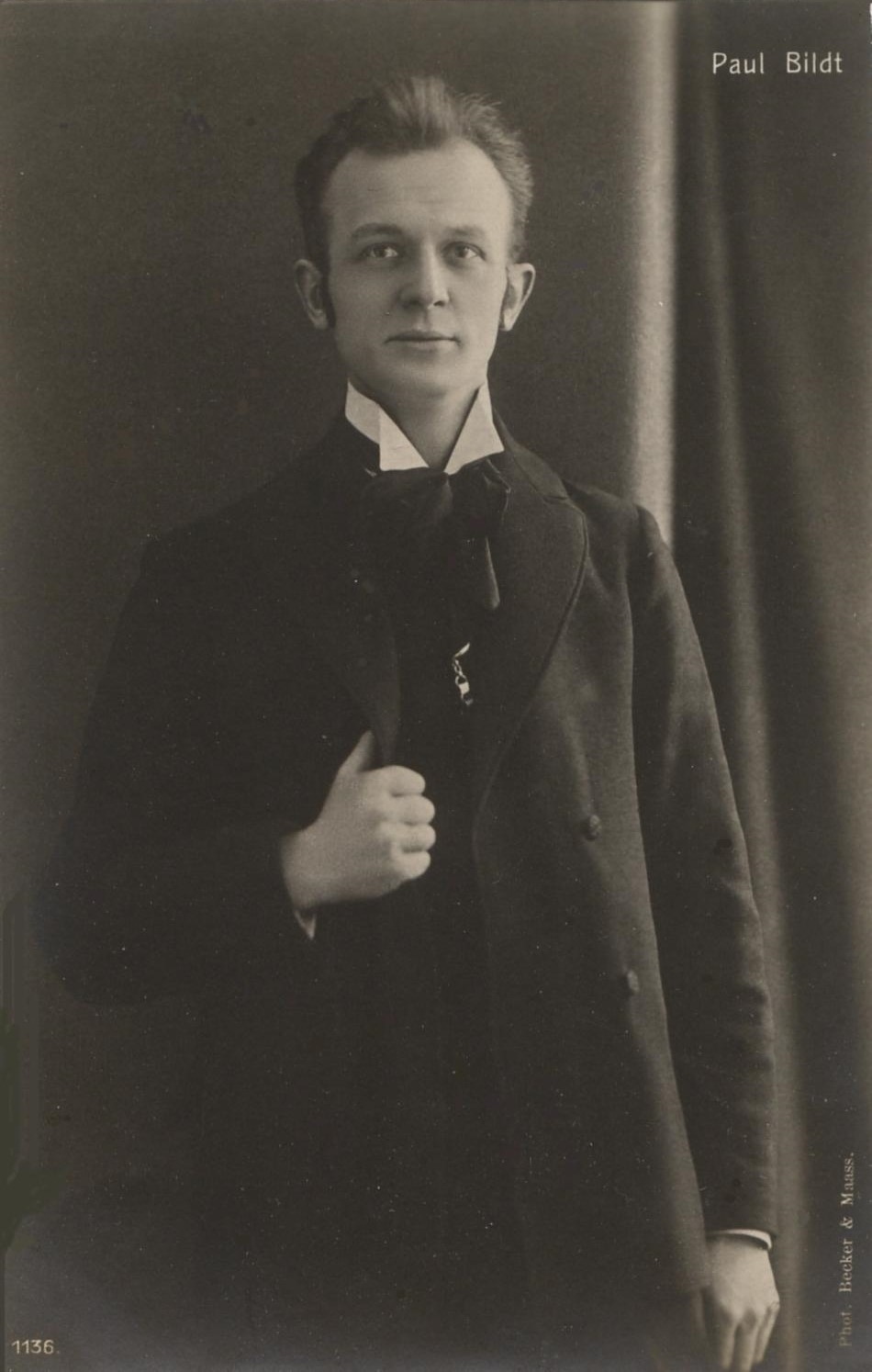
Paul Bildt.

Paul Bildt, född 19 maj 1885 i Berlin, Kejsardömet Tyskland, död 13 mars 1957 i samma stad, var en tysk skådespelare. Bildt var under 1900-talets tidiga decennier en hyllad karaktärsskådespelare. Från 1905 var han engagerad vid Schillertheater i Berlin. Han filmdebuterade 1910 och kom att medverka i nära 200 filmer.
Bildt var gift med skådespelaren Charlotte Friedländer åren 1908–1945. Charlotte var judinna och vid NSDAP:s maktövertagande i Tyskland 1933 var Bildt nära att arresteras på grund av äktenskapet. Den inflytelserika teaterdirektören och skådespelaren Gustaf Gründgens tog dock Bildt under sitt beskydd vilket gjorde att han kunde fortsätta verka som skådespelare. Han blev dock som motprestation tvingad att medverka i flera av UFAs ideologiska propagandafilmer under 1940-talet.

## Filmografi
- 1932 – Obunden kärlek
- 1935 – Skandalflickan
- 1936 – Födelsemärket
- 1937 – Den falske Sherlock Holmes
- 1937 – Fridericus
- 1937 – Till främmande strand
- 1938 – Du och jag
- 1939 – Gäckande hatten
- 1939 – Kvinnan utan rykte
- 1939 – Ungkarlarnas paradis
- 1940 – Den ofullkomliga kärleken
- 1941 – Flickan från Fanö
- 1942 – Ett möte i natten
- 1943 – Det gudomliga lättsinnet
- 1945 – Brinnande hjärtan
- 1948 – Farligt vittne
- 1952 – Pappa behöver en fru
- 1953 – Så länge du är min
- 1955 – Himmel utan stjärnor